# Line Burquier
Line Burquier, née le 7 mai 2003 à Saint-Paul-en-Chablais, est une coureuse cycliste française spécialiste du cyclo-cross et du VTT cross-country.

## Biographie
Line Burquier s'illustre en 2018 en devenant championne de France sur route minimes-cadettes (moins de 17 ans) et championne de France de cyclo-cross cadettes. L'année suivante, elle conserve son titre national en cyclo-cross et termine deuxième du championnat sur route derrière Olivia Onesti. Le 13 octobre 2019, alors qu'elle est junior première année (17/18 ans), elle termine deuxième de la manche de Coupe de France de cyclo-cross élites à la Mézière. En janvier 2020, elle est sacrée championne de France de cyclo-cross juniors. Elle se classe également sixième du championnat d'Europe et du monde de cyclo-cross juniors. 
En 2021, elle conserve son titre de championne de France de cyclo-cross juniors. En VTT,  à Val di Sole, elle est  championne du monde du cross-country juniors et du relais mixte avec l'équipe de France. Elle est également championne d'Europe du cross-country juniors. En octobre 2021, à 18 ans, elle se classe huitième à Zonhoven pour sa première manche de Coupe du monde de cyclo-cross élites. La semaine suivante, elle confirme en prenant la sixième place à Overijse. Elle gagne trois manches de Coupe de France de cyclo-cross et participe également aux courses espoirs (moins de 23 ans), terminant quatrième du championnat d'Europe et du monde de cyclo-cross espoirs. En janvier 2022, elle fait coup double en remportant le championnat de France de cyclo-cross, s'adjugeant les titres élites et espoirs,. Durant l'été, à domicile, aux Gets, elle conserve son titre de championne du monde du cross-country espoirs. Elle remporte également la Coupe du monde de cross-country espoirs, après avoir gagné cinq manches. En novembre 2022, elle est vice-championne d'Europe de cyclo-cross espoirs derrière la Néerlandaise Puck Pieterse.
En janvier 2023, elle est battue dans les derniers mètres du championnat de France de cyclo-cross par Hélène Clauzel et se contente du titre chez les espoirs. En VTT, elle décide de quitter la catégorie des espoirs pour s'aligner avec les élites. Elle n'obtient pas de résultats notables en individuels, mais décroche deux médailles d'argent en relais mixte aux championnats du monde et d'Europe. En 2024, elle annonce faire son retour chez les espoirs pour regagner de la confiance en VTT. Cependant, elle ne parvient pas à retrouver son niveau de 2022 et en juin, elle annonce changer d'entraineur, Gérard Brocks remplacant Philippe Chanteau.
Après deux saisons décevantes, elle rejoint en 2025 l'équipe Trinity Racing pour relancer sa carrière.

## Palmarès en VTT

### Championnats du monde
- Val di Sole 2021
  -  Championne du monde du relais mixte (avec Mathis Azzaro, Adrien Boichis, Jordan Sarrou, Tatiana Tournut et Léna Gérault)
  -  Championne du monde du cross-country juniors
- Les Gets 2022
  -  Championne du monde du cross-country espoirs
- Glasgow 2023
  -  Médaillée d'argent du relais mixte

### Coupe du monde
- Coupe du monde de cross-country espoirs
  - 2022 : 1re du classement général, vainqueur de cinq manches

- Coupe du monde de cross-country
  - 2023 : 32e du classement général

- Coupe du monde de cross-country short track
  - 2023 : 24e du classement général

### Championnats d'Europe
- Novi Sad 2021
  -  Championne d'Europe du cross-country juniors
- Anadia 2023
  -  Médaillée d'argent du relais mixte

### Championnats de France
- 2020
  - 3e du cross-country juniors
- 2021
  - 2e du cross-country juniors
- 2022
  -  Championne de France de cross-country espoirs
  - 3e du cross-country
- 2023
  - 2e du cross-country espoirs

## Palmarès en cyclo-cross
- 2017-2018

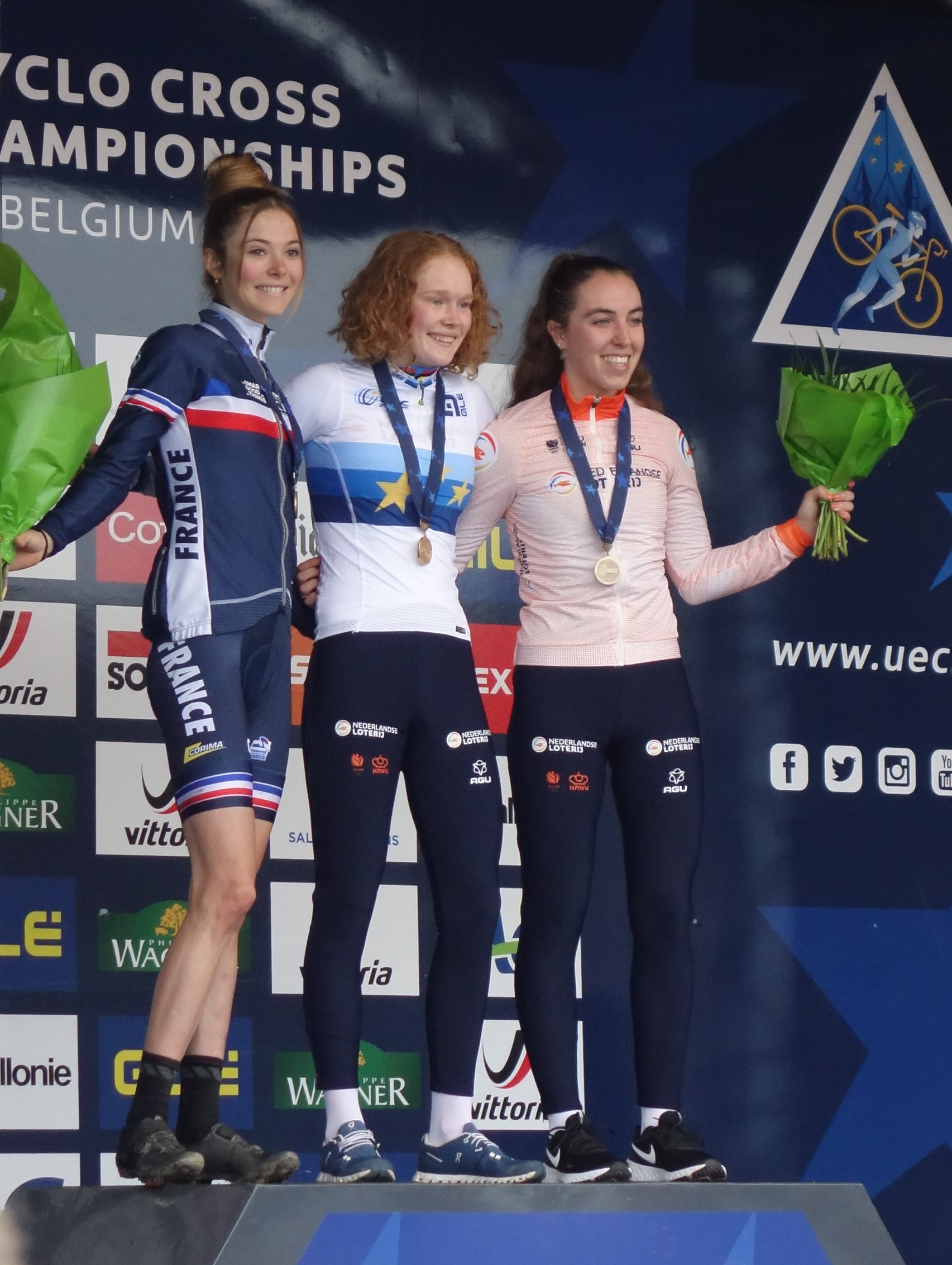
Line Burquier (à gauche) remporte l'argent aux championnats d'Europe de cyclo-cross 2022.

  -  Championne de France de cyclo-cross cadettes
  - Coupe de France de cyclo-cross cadettes
- 2018-2019
  -  Championne de France de cyclo-cross cadettes
  - Coupe de France de cyclo-cross cadettes
- 2019-2020
  -  Championne de France de cyclo-cross juniors
  - 6e du championnat d'Europe de cyclo-cross juniors
  - 6e de championnat du monde de cyclo-cross juniors
- 2020-2021
  -  Championne de France de cyclo-cross juniors
- 2021-2022
  -  Championne de France de cyclo-cross
  -  Championne de France de cyclo-cross espoirs
  - Coupe de France de cyclo-cross #2, Pierric
  - Coupe de France de cyclo-cross #7, Troyes
  - Coupe de France de cyclo-cross #8, Troyes
  - 4e du championnat d'Europe de cyclo-cross espoirs
  - 4e de la Coupe du monde de cyclo-cross espoirs
  - 4e du championnat du monde de cyclo-cross espoirs
- 2022-2023
  -  Championne de France de cyclo-cross en relais mixte
  -  Championne de France de cyclo-cross espoirs
  - Internationales Radquer Steinmaur, Steinmaur
  - Cyclo-cross de Gernelle, Gernelle
  -  Médaillée d'argent du championnat d'Europe de cyclo-cross espoirs
  - 2e du championnat de France de cyclo-cross
  - 3e de la Coupe du monde de cyclo-cross espoirs
  - 6e du championnat du monde de cyclo-cross espoirs

## Palmarès sur route

### Par année
- 2018
  -  Championne de France sur route minimes-cadettes
- 2019
  - 2e du championnat de France sur route minimes-cadettes
- 2022
  - 3e du championnat de France sur route espoirs